# ゲンス

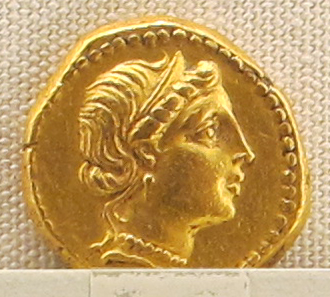
81年頃、コルネリウス氏族の誰かによって鋳造されたアウレウス金貨

ゲンス（ラテン語: Gens, 複数形はGentes）は、古代ローマの最古期に形成された氏族または氏族集団のこと。氏族名を共有し、祭礼など共通概念で結ばれた複数の家族から成る集団。必ずしも血縁集団であったわけではなく、クリエンテス（庇護民）も含めて構成されていた。
共和政ローマのプブリウス・デキウス・ムス (紀元前312年の執政官)は、古来よりパトリキ（貴族）に独占されていた神官職をプレブス（平民）に解放すべく提出されたオグルニウス法（紀元前300年）を支持する演説の中で、「（我々プレブスは）鳥卜権（アウグルの行う鳥占い）やゲンスをパトリキが独占していると、常々聞かされてきた」と述べている。史料でgensがプレブスを修飾するのはまれで、アウグストゥスの時代までgensが指すのはパトリキの家系がほとんどであったという。研究者によって見解は分かれるものの、このことから、ゲンスはパトリキの特権の一つであるという考えがアウグストゥスの時代まであったのではないかとする説もある。
男子ローマ市民の名前は『個人名（praenomen）・氏族名（nomen）・家族名（cognomen）』のように表記された。例えば、ガイウス・ユリウス・カエサルのゲンス（氏族名）はユリウスである。